# Alfred Wilm
Alfred Wilm (25. června 1869 Niederschellenberg, Slezsko – 6. srpna 1937 Saalberg) byl německý chemik a metalurg.
V roce 1903 objevil při výzkumu slitin pro armádní účely v laboratoři v Neubabelsbergu, jihovýchodně od Berlína, jev vytvrzování hliníkových slitin. Zjistil, že slitina s obsahem 4 % mědi po zchlazení a následném ponechání při normální teplotě pomalu vytvrzovala. V roce 1906 slitinu s dnes užívaným názvem dural náhodně objevil. Vzorek zchlazené slitiny, ponechaný přes víkend v laboratoři, měl po návratu téměř dvakrát vyšší pevnost. Její jméno pochází z latinského durus – tvrdý a aluminum. Může ale také jít o počátek názvu města Düren, sídla Dürener Metallwerke AG, kde pracoval. Dále vyvíjený materiál si nechal v roce 1909 patentovat pod názvem Duralumin. Duralumin našel využití nejprve při stavbě vzducholodí a později letadel.
Po roce 1910 slitinu s obsahem 3,5-5,5 % mědi s ochrannou známkou duralumin (DURAL®) vyráběla německá firma Dürener Metallwerke AG, později britská společnost Vickers plc i francouzská Societé du Duralumin.
Alfred Wilm po roce 1919 své výzkumy i zaměstnání opustil a až do své smrti v roce 1937 se věnoval zemědělství. Zemřel na své farmě v Saalbergu 6. srpna 1937.